# Mette Hageman

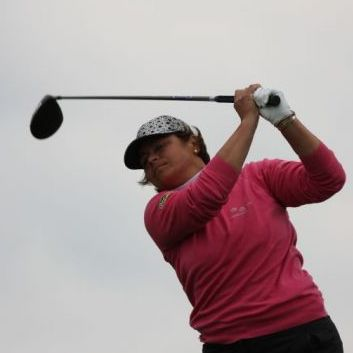
Winnares Profkampioenschap op Delfland, 2009
Foto: This is Golf

Mette Hageman (Dieren, 1966) is een Nederlandse golfprofessional.
Hageman heeft van 1979 tot en met 1991 als amateur gespeeld, en van 1992 tot en met 2005 als professioneel golfer. Sinds 2005 is Hageman fulltime golflerares en multidisciplinair sportcoach.

## Belangrijkste resultaten

### Amateur
- Winnaar van Nationaal Matchplay Kampioenschap voor Meisjes (1986)
- Winnaar van Nationaal Strokeplay Kampioenschap voor Meisjes (1986)
- Winnaar Aanmoedigingswedstrijden (1986)
- Winnaar van Internationaal Luxembourg Foursome Championship, Grand Ducal samen met Bauke Bult (1986)
- Zesde plaats wereldkampioenschappen Amateurs 1990
- Tweede plaats Europees Individueel Kampioenschap Amateurs 1991
- Winnaar van het Zwitsers Amateur (1990 & 1991)
- Winnaar van het Stora Lündby Ladies Open, onderdeel van de Telia Tour (1991)
- 5× winnaar van het Nationaal Strokeplay Kampioenschap Amateurs (1986, 1988, 1989, 1990, 1991)
- 2× winnaar van het Nationaal Matchplay Kampioenschap Amateurs (1986, 1989)
- Behaalde 4 Collegiate Titles in de Verenigde Staten: Dick McGuire Invitational, Betsy Rawls Invitational, Chris Johnson Women's Invitational, Shisheido Cup (Japan)
- 2× first team All American, Inductie Golf Wall of Fame, University of Arizona
- 2× Pac-10 Team (Pacific All Conference Team)
- 1985 - 1991 KNGF Women's Team
- Vagliano Trophy 1991 Continental European Team (E.G.A.), Nairn GC, Scotland
- University of Arizona Women's Golf Team 1987-1991
- Espirito Santo Trophy WK 1990, Russell GC, Nieuw Zeeland, individueel 6de
- Espirito Santo Trophy WK 1988, Drottningholm GC, Zweden, Team resultaat 8ste, individueel 20ste
- 1982 - 1987 KNGF Girls Team

### Professional
- Winnaar Senior PGA Holland Cup 2022 (Mixed Event)
- 7 × winnaar van het Strokeplay Kampioenschap (pro's)
- 10 x winnaar van het PGA Kampioenschap
- 3 × het Matchplay Kampioenschap (pro's)
- 3 x PGA Holland Mixed Foursome Kampioen samen met Michael Meermans
- Tweede plaats op het Ladies Italian Open (1999)
- Derde plaats op het European Classic (1993), het Deense Open (1995) en het Franse Open (1996 & 1999)
- Winnaar Glenmuir WPGA Club Professional Championship (2006)
- Winnaar Trophée Simone Thion de la Chaume - International French Ladies Senior Open (2017)
- Runner-Up Trophée Simone Thion de la Chaume (2019) - 1ste Pro
- Winnaar Voorjaarswedstrijden(2008),voorheen de Aanmoedigingswedstrijden (22 jaar geleden won Hageman deze wedstrijd ook)

In 1998 werd Hageman bestuurslid van de Ladies European Tour en in 2001 voorzitter van de Ladies European Tour & Ladies European Tour Enterprises. Mede dankzij haar inzet kwam in 2000 en 2001 het Ladies Open terug naar Nederland, en werd gespeeld op de Kennemer onder de naam Mexx Sport Open.
In 2005 werd zij "head professional" op de Gelpenberg na afronding van haar opleiding bij de Britse PGA. Nog géén jaar later won Hageman het Glenmuir WPGA Club Professional Championship op de Prince's Golf Club in Kent. Ze heeft tot oktober 2012 gewerkt op GC de Gelpenberg.
In 2013 heeft Mette haar opleiding Topcoach 5 bij het NOC*NSF met goed gevolg afgerond en is momenteel de enige golf professional met een Multi Disciplinaire Sport Coach opleiding van het NOC*NSF en is Kader Sport Structuur level 5.
In 2014 is ze actief geworden op het Centre of Sports and Education in Zwolle als Sportmanager Golf en heeft ze haar eigen Golf Academy op Old Course Loenen gestart. Dit heeft zij van 2014 tot en met 2017 gedaan.  Ze heeft van 2014 tot en met 2024 het Nationaal Senioren Dames Team getraind en begeleidt als bondscoach. In oktober 2016 werd Hageman benoemd tot Senior Advisor voor de NGF oranje dames, jong oranje dames en de B-selectie meisjes ter ondersteuning van de nationaal coaches, dit heeft ze tot oktober 2020 gedaan. December 2017 tot en met maart 2020 heeft Mette als Head Professional op Utrechtse Golfclub Amelisweerd gewerkt om Golf Academy Amelisweerd handen en voeten te geven. De Mette Hageman Golf Academy is nu actief op Golf & Businessclub de Scherpenbergh te Lieren. Sinds 2023 ondersteunt Mette de Rijswijkse Golf Academy als manager en teaching-professional.

## Charity Pro-Am

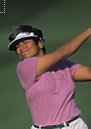
Mette Hageman

In 2007 organiseerde zij op de Gelpenberg de eerste Ronald McDonald House Charity Pro-Am, waarbij alle teams met een bekende ladies european tour dames-professionals speelden. De opbrengst ging naar het Ronald McDonald House in Groningen.
In 2008 werd de tweede Charity Pro-Am georganiseerd. Hageman vond hiervoor bekende professionals bereid om naar Nederland te komen, onder wie Rebecca Hudson, winnaar van het 2008 Tenerife Ladies Open en het 2008 Engels Ladies Open, Kirsty Taylor, winnaar van het Welch Ladies Open van 2005. De opbrengst ging weer naar het Ronald McDonald House in Groningen.
In 2010 werd de derde Charity Pro-Am van DGC "de Gelpenberg" gehouden, dit keer met als goede doelen het Liliane Fonds en Kind & Hulphond.

## Coach en sportbestuurder
Hageman volgde de opleiding TopCoach5 van maart 2009 tot en met februari 2013 om coach te worden van Nederlandse Talenten die dromen om op de Tour te spelen of willen gaan spelen. Zij ontwikkelde voor DGC "de Gelpenberg" een sportkader in opdracht van de Sport Commissie. Zij was werkzaam op DGC "de Gelpenberg" van 2005 tot en met 2012. Verder volgde zij Marjan de Boer op in het bestuur van PGA Holland om daar de belangen van de dames te behartigen, een functie die zij van januari 2009 tot november 2009 vervulde.
Hageman was van 1998 tot en met 2004 bestuurder van de Ladies European Tour als voorzitter van de Spelersraad en als voorzitter van het bestuur van de Ladies European Tour en de Ladies European Tour Enterprises.